# Nquma rousi
Nquma rousi é uma espécie de gastrópode do gênero Nquma, pertencente a família Horaiclavidae.